# 牟尼
牟尼（梵語: मुनि），是古印度稱出家修行，修道離欲的聖者，在《梨俱吠陀》的誦詩中，曾經記載一種出家修行者，稱為“牟尼”，他蓄長髮、著褐色的髒衣、可以飛行空中，喝飲毒汁而無事。
故“釋迦牟尼”可意譯為，“來自釋迦族的修行成就者”、“釋迦族的聖人”。“牟尼”的語意為“文”、“仁”、“寂默”，所以漢文翻譯又作“能仁寂默”、“釋迦文佛”等。
摩尼教的創始人摩尼，在各大典籍中也時常被譯為“牟尼”。
尼泊爾一名的來源據悉是來自一位稱為尼的牟尼。